# Cot Klue
Cot Klue är ett berg i Indonesien.   Det ligger i provinsen Aceh, i den västra delen av landet, 1 800 km nordväst om huvudstaden Jakarta. Toppen på Cot Klue är 207 meter över havet.
Terrängen runt Cot Klue är varierad.Runt Cot Klue är det tätbefolkat, med 276 invånare per kvadratkilometer. Omgivningarna runt Cot Klue är en mosaik av jordbruksmark och naturlig växtlighet.